# Menno Huising
Menno Huising, né le 8 avril 2004, est un coureur cycliste néerlandais.

## Biographie
En tant que junior (17/18 ans), Menno Huising est membre de l'équipe nationale néerlandaise et participe aux championnats du monde et d'Europe ainsi qu'à la Coupe des Nations. En 2021, il se classe troisième du championnat des Pays-Bas sur route juniors derrière Tibor Del Grosso et Lucas Janssen. Au cours de la saison 2022, il remporte trois victoires en Coupe des Nations et termine le Watersley Junior Challenge et le Tour de DMZ à la deuxième place du classement général. Il est également troisième du Tour du Pays de Vaud. Aux championnats du monde, il termine sixième de la course en ligne des juniors.
Avec son passage chez les espoirs, Huising devient membre de l'équipe Visma-Lease a Bike Development en 2023. Dès sa première année, il remporte la Flèche ardennaise battant au sprint l'Italien Francesco Busatto. En juin 2023, juste après sa participation au Giro Next Gen, il signe officiellement avec l'équipe World Tour Visma-Lease a Bike pour les saisons 2025 à 2027. En 2024, il est notamment troisième de la Ronde de l'Isard derrière son coéquipier Darren van Bekkum et Jarno Widar, puis se classe  deuxième de la Coppa Città di San Daniele derrière son coéquipier Jørgen Nordhagen.

## Palmarès sur route

### Par années
- 2021
  - 3e du championnat des Pays-Bas sur route juniors
- 2022
  - La Bernaudeau Junior
  - Gipuzkoa Klasika :
    - Classement général
    - 1re étape

  - 3e étape de la Course de la Paix juniors
  - 4e et 5e étapes du Tour de DMZ
  - 2e du Tour des Flandres juniors
  - 2e du Watersley Junior Challenge
  - 2e du Tour de DMZ
  - 3e du Tour du Pays de Vaud
  - 6e du championnat du monde sur route juniors
- 2023
  - Flèche ardennaise
- 2024
  - 2e de la Coppa Città di San Daniele
  - 3e de la Ronde de l'Isard

### Classements mondiaux
| Année                                 | 2023  | 2024 |
| ------------------------------------- | ----- | ---- |
| Classement mondial                    | 1322e | 938e |
|                                       |       |      |
| Légende : nc = non classéSource : UCI |       |      |

## Palmarès en cyclo-cross
- 2021-2022
  - 5e du championnat d'Europe de cyclo-cross juniors